# Anas schneideri
Anas schneideri är en utdöd nordamerikansk fågel i familjen änder inom ordningen andfåglar. Den beskrevs 1985 funna i amerikanska delstaten Wyoming.